# 임오교변
임오교변(壬午敎變)은 1942년 11월 19일 일경(日警)은 조선내에서의 조선어학회 간부 검거사건과 때를 같이하여 소위 '잠행징치반도법(暫行懲治叛徒法)' 위반이라는 죄목으로 대종교의 교주 단애종사 이하 간부 20여 명을 일제히 검거했는데 이를 대종교에서는 임오교변이라고 한다. 투옥된 간부 중 권상익(權相益), 이정(李楨), 안희제(安熙濟), 나정련(羅正練), 김서종(金書種), 강철구(姜鐵求), 오근태(吳根泰), 나정문(羅正紋), 이창언(李昌彦), 이재유 등 열 사람이 일경의 악독한 고문과 체형으로 인해서 옥사했는데 이를 순교10현(殉敎十賢)이라고 한다. 그 밖의 간부는 단애종사의 무기형을 비롯하여 15년에서 7년까지의 유기형을 선고받고 복역하다가 해방과 더불어 출옥했다.